# Araktos
Araktos (grčki: Άραχθος) je ime rijeke u istočnom Epiru na zapadu Grčke.

## Zemljopisne karakteristike
Rijeka Araktos izvire na padinama planine Lakmos u Pindskom gorju kod gradića Metsovo u Prefekturi Janjina blizu Prefekture Trikala. Potom rijeka teče u pravcu jugozapada, kroz brojna sela te dolazi u Prefekturu Arta i teče do Brane Araktos, gdje je izgrađeno umjetno jezero, dugo oko 20 km ². 
Jezero Araktos izgrađeno je zbog regulacije rijeke (sprječavanja poplava nizvodnih naselja) i zbog opskrbe pitkom vodom velikog dijela Epira. U blizini jezera, u smjeru jugoistoka je grad Peta, i magistralna cesta GR-30 (Arta - Kardisa). Zatim rijeka utječe na teritorij grada Arte, gdje se nalazi poznati kameni Most kod Arte (današnji je iz osmanskog vremena 1612. ) na staroj cesti (GR-5).
Potom rijeka teče kroz malenu dolinu, kroz područje travnjaka, močvara i farmi, te nakraju utječe u Ambracijski zaljev kod mjesta Kommeno, južno od grada Arte.

## Vanjske poveznice
- Rijeka Araktos na stranicama GTP (engl.), (grč.)
- Fotografije jezera Araktos
- Rijeka Araktos na stranicama Webshots
- Fotografije kanjona Araktos  Arhivirana inačica izvorne stranice od 9. studenoga 2012. (Wayback Machine)
- Festival Araktos